# Saïd Business School
Saïd Business School (SBS), grundad 1996, är Oxford Universitys företagsekonomiska fakultet.